# Coheed and Cambria
Coheed and Cambria også kaldt Co&Ca er et rock / progressive rock band.

Coheed and Cambria blev samlet i 1999, under navnet "Shabutie", men startede officielt i 2001.
Coheed & Cambrias historie går tilbage til gruppen Beautiful Loser, som forsanger Claudio Sanchez var med til at starte i 1995. Denne gruppe tog efter nogle medlemsudskiftinger navneforandring til Naked Prey, og efter endnu en serie rokader blev de i 2001 til Coheed & Cambria.
Bandnavnet stammer fra forsanger Claudio Sanchez' forfatter-egenskaber. Han står bag tegneserien The Amory Wars, en række sci-fi-heltehistorier i stil med Star Wars og The Matrix, og hovedpersonerne i serien hedder Coheed og Cambria Killgannon. Coheed & Cambrias plader handler også om personer og episoder fra 'The Amory Wars', og det er planen, at udgive fem plader med dette tema.
Bandets album, Good Apollo I'm Burning Star IV, Volume One: From Fear through the Eyes of Madness, fra 2005 fik fantastiske anmeldelser i hele Danmark, og samtidig var gruppen meget tæt på at få et bredt hit i Danmark, da sangen "Welcome Home" blev valgt som temaet til EM for Damehåndboldslandsholdet.
I de senere år har Coheed & Cambria været ramt af en del medlemsudskiftninger, bl.a. var Foo Fighters' trommeslager Taylor Hawkins med i gruppen for en kort bemærkning. I øjeblikket er det dog Chris Pennie fra The Dillinger Escape Plan, der er bandets trommeslager.
I 2006 blev Coheed & Cambria nomineret for "Best Live Band" og "Best International Band" i Metal Hammer. Samtidig blev de udråbt til "de nye Led Zeppelin" af samme blad. I den anledning udtalte Sanchez, at Led Zeppelin sammen med Pink Floyd, Black Sabbath, Thin Lizzy og Iron Maiden var Coheed & Cambrias store idoler, og at det netop var denne række af store rockgrupper, der havde inspireret ham til selv at træde ind i rock-verden. Sanchez' stemme er ofte blevet sammenlignet med den legendariske sanger Geddy Lee fra gruppen Rush, idet de begge har en enorm stemmekapacitet samt et særdeles bredt register, der gør dem i stand til at nå de helt lyse toner.

## Diskografi

### Albums
- 2002: The Second Stage Turbine Blade
- 2003: In Keeping Secrets of Silent Earth: 3
- 2005: Good Apollo I'm Burning Star IV, Volume One: From Fear through the Eyes of Madness
- 2007: Good Apollo, I'm Burning Star IV, Volume Two: No World for Tomorrow
- 2010: The Year Of The Black Rainbow
- 2012: The Afterman: Ascension
- 2013: The Afterman: Descension
- 2015: The Color Before the Sun
- 2018: Vaxis – Act I: The Unheavenly Creatures
- 2022: Vaxis – Act II: A Window of the Waking Mind
- 2025: Vaxis – Act III: The Father of Make Believe